# Heterocladium macounii
Heterocladium macounii är en bladmossart som beskrevs av George Newton Best 1901. Heterocladium macounii ingår i släktet trasselmossor, och familjen Thuidiaceae. Inga underarter finns listade i Catalogue of Life.